# Säulen-Pappel Kesselsdorfer Straße 235

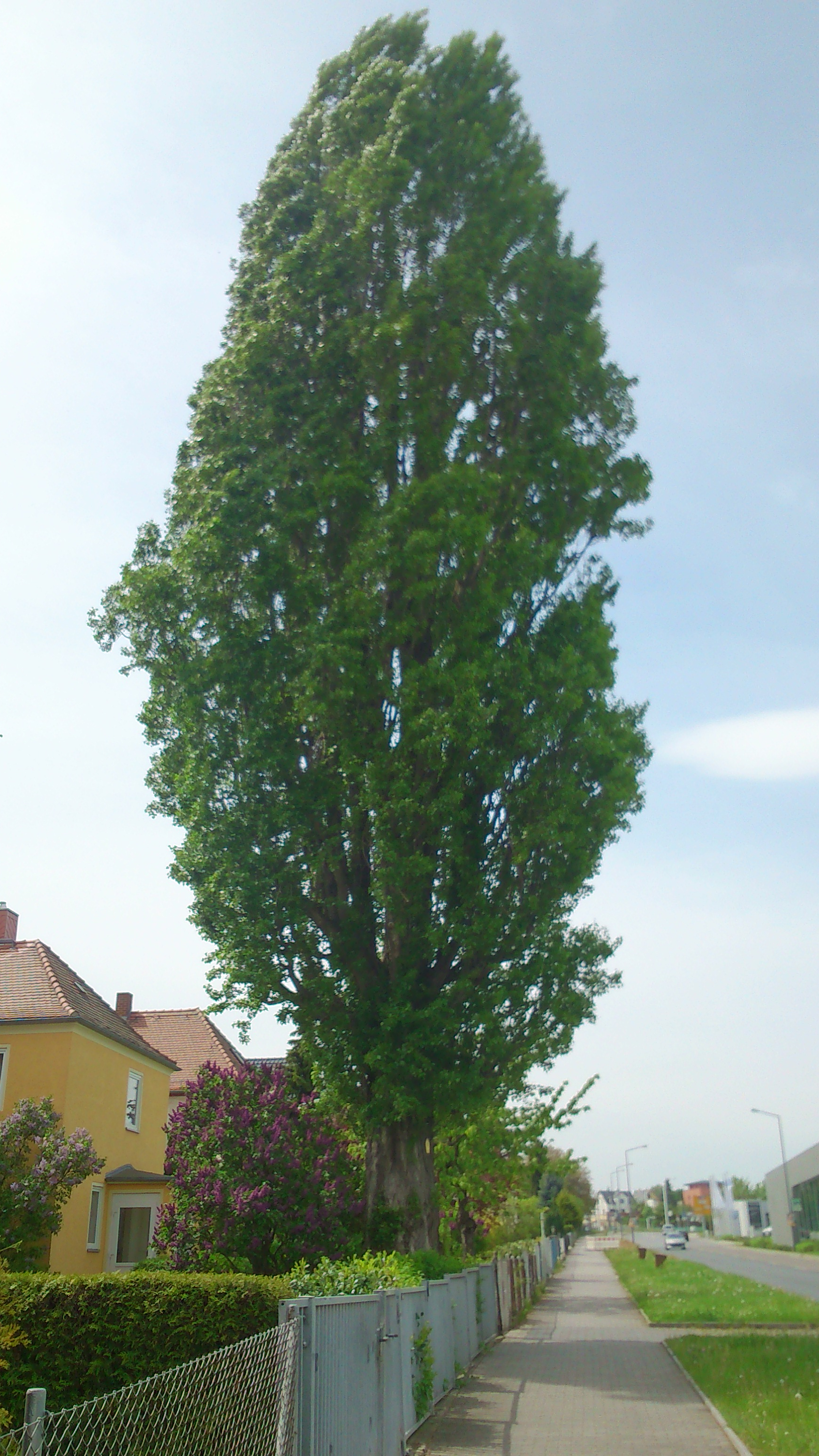
Säulen-Pappel Kesselsdorfer Straße 235, Mai 2015

Die Säulen-Pappel Kesselsdorfer Straße 235 ist ein als Einzelbaum ausgewiesenes Naturdenkmal (ND 128) im Dresdner Stadtteil Gorbitz. Diese Säulen-Pappel (Populus nigra 'Italica'), eine Varietät der Schwarz-Pappel (Populus nigra), ist mit mehr als 4 Metern Stammumfang für ihre Art weit überdurchschnittlich groß und wertvoll. Sie weist eine herausgehobene straßen- und gebietsprägende Wirkung auf.

## Geographie
Der Baum steht im Dresdner Westen im Stadtteil Gorbitz auf dem Grundstück des Hauses Kesselsdorfer Straße 235 im Vorgarten an der nordwestlichen Grundstücksecke neben dem Gehweg.

## Geschichte
Anfang der 2010er Jahre war die Landeshauptstadt Dresden als untere Naturschutzbehörde bestrebt, „39 besonders wertvolle Bäume an 29 Standorten“ als Naturdenkmale auszuweisen, darunter diese Säulen-Pappel sowie die Säulen-Pappeln Birkenhainer Straße 7 in Cotta und die Säulen-Pappel Leeraue 10 in Wilschdorf. Die Festsetzung als Naturdenkmal zur „Sicherung und Erhaltung des Baumes und dessen Schutzbereiches wegen seiner besonderen individuellen Ausprägung und Eigenart sowie aus dendrologischen Gründen“ erfolgte im Januar 2015 mittels einer Verordnung.
Der Schutzbereich rings um den Baum erstreckt sich unter der gesamten Krone zuzüglich neun Metern, mindestens jedoch 14 Meter von der Mitte des Stamms.